# Philippe Wagner/Bazin
Philippe Wagner/Bazin was een Belgische-Franse continentale wielerploeg opgericht in 2024 die uitkwam met Belgische licentie.

## Geschiedenis
De ploeg werd opgericht voor het seizoen 2024 door een fusie van de Belgische continentale ploeg Matériel-vélo.com en het Franse amateurclubteam Philippe Wagner Cycling dat de licentie overnam. De ploeg bestond uit een helft Franse renners en een helft Belgische renners. Na een seizoen fusioneerde de ploeg met het ProTour-team Bingoal WB.

## Ploegnamen
| Jaar | Naam                  | UCI-code |
| ---- | --------------------- | -------- |
| 2024 | Philippe Wagner/Bazin | PWB      |

## Ploegleiding
| 2024 Geoffrey Coupé Pascal Pieterarens Pascal Duthoo Julien Noël Evan Cahu |

## Renners
| Naam                  | Geboortedatum     | Nationaliteit | Ploeg 2023                              |
| --------------------- | ----------------- | ------------- | --------------------------------------- |
| Pierre Barbier        | 25 september 1997 | Frankrijk     | CIC U Nantes Atlantique                 |
| Rudy Barbier          | 18 december 1992  | Frankrijk     | St. Michel-Mavic-Auber93                |
| Quentin Bezza         | 24 maart 1998     | Frankrijk     | SCO Dijon-Team Matériel-Velo.com (club) |
| Alan Boileau          | 25 juni 1999      | Frankrijk     | VC Rouen 76 (club)                      |
| Theo Bonnet           | 18 september 2001 | België        | Matériel-vélo.com                       |
| Thomas Devaux         | 29 januari 1997   | Frankrijk     | St. Michel-Mavic-Auber93                |
| Enrico Dhaeye         | 2 februari 2001   | België        | Matériel-vélo.com                       |
| Alexis Guérin         | 6 juni 1992       | Frankrijk     | Bingoal WB                              |
| Alexandre Kess        | 8 augustus 2003   | Luxemburg     | Matériel-vélo.com                       |
| Gwen Leclainche       | 12 april 2000     | Frankrijk     | Philippe Wagner Cycling (club)          |
| Stefano Museeuw       | 1 juni 1997       | België        | Go Sport-Roubaix Lille Métropole        |
| Thibaut Ponsaerts     | 21 juni 2000      | België        | Basso Team Flanders (club)              |
| Kasper Saver          | 26 november 2000  | België        | Decock-Van Eyck-Devos Capoen (club)     |
| Tristan Scherpenbergh | 14 april 1999     | België        | Matériel-vélo.com                       |
| Jens Vandenbogaerde   | 6 januari 1992    | België        | Decock-Van Eyck-Devos Capoen (club)     |
| Mathias Vanoverberghe | 5 februari 1998   | België        | Decock-Van Eyck-Devos Capoen (club)     |

## Overwinningen

### 2024
Ronde van Sharjah
2e etappe: Pierre Barbier
5e etappe: Pierre Barbier
Ronde van Bretagne
2e etappe: Alexis Guérin
Ronde van de Mirabelle
Bergklassement: Alexis Guérin
Ronde de l'Oise
3e etappe: Pierre Barbier
4e etappe: Pierre Barbier
Eindklassement: Pierre Barbier
Puntenklassement: Pierre Barbier
Ploegenklassement: P. Barbier, R. Barbier, Boileau, Devaux, Saver, Scherpenbergh